# Джейкъб Уесли Улм
Джейкъб Уесли Улм (роден на 9 октомври 1974 г.) е американски лекар-изследовател, автор и биоинформатик в Националния институт по здравеопазване. Той е най-известен със своите здравни коментари и статии за широката общественост, появяващи се по време и след пандемията от COVID-19.
Улм е консултиран и публикуван в публикации и медии, влючително Forbes, Parade, Shape, Verywell Health, Medical News Today, Eat This, Not That, Yahoo!, MSN, Business Insider, Best Life, Care.com, и редица други големи издания в САЩ и по света.

## Ранен живот, образование и кариера
Улм е израснал в Александрия, Вирджиния. Завършил е бакалавърска степен по химия и концентрация в биохимията в университета Дюк, с най-висока похвала, последвано от поддържана от MSTP съвместна докторска и докторантска степен от Медицинския университет в Харвард и MIT, с докторска дисертация върху ретровирусната генна терапия.

## Личен живот
Докато учи в медицинския университет, Улм става многократен шампион на викторината Jeopardy! и напредва в Турнира на шампионите през 1998 г.
Певец и автор на песни, той по-късно основава алтернативна рок музикална колаборация, J. Wes Ulm и Kant’s Konundrum, издаване на дебютен миниалбум и награден музикален видеоклип, последван от признание като полуфиналист в Международния конкурс за писане на песни за последващи продукции.

## Публикации и книги

### Covid-19
- Updates on the R-1 COVID-19 variant [Новости относно варианта R-1 на COVID-19]. Shape[4]
- COVID booster shots for seniors [Бустерни дози ваксини срещу COVID-19 за възрастни хора]. Care.com[22]
- Parents and the new COVID-19 variants. [Родителите и новите варианти на COVID-19]. Verywell Family
- COVID reinfection concerns. [Притеснения относно повторно заразяване с COVID]. Eat This, Not That[23]

- COVID booster options and mixing-and-matching. [Бустерни дози на ваксина срещу COVID смесване и поносимост]. Best Life[10]

### Общо здраве
- Common flu symptoms to be aware of. [Често срещани симптоми на грип, за които трябва да сте наясно.] Forbes[24]
- Pediatric RSV hospitalization. [Хоспитализация за педиатричен RSV]. Business Insider[9]
- Manifestations of congestive heart failure. [Прояви на застойна сърдечна недостатъчност]. Eat This, Not That[25]
- ChatGPT and other Chatbot-generated resources for general health. [ChatGPT и други генерирани от Chatbot ресурси за общо здраве]. Health Reporter[26]

- Anti-inflammatory prospective therapy for Alzheimer’s disease. [Противовъзпалителна проспективна терапия за болестта на Алцхаймер]. Medical News Today[27]

### Специализирани биомедицински статии
- Modulation of viral tropism and cellular restriction based on retroviral capsid components. [Модулиране на вирусен тропизъм и клетъчна рестрикция на базата на ретровирусни капсидни компоненти]. Virology[28]
- Drug repurposing for COVID-19. [Преназначение на лекарства за COVID-19]. Transboundary and Emerging Diseases[29]
- Drug repositioning for Duchenne muscular dystrophy. [Репозициониране на лекарства за мускулна дистрофия на Дюшен]. Frontiers in Cell and Developmental Biology[30]

- Basic foundations of gene therapy, Wiley. [Основи на генната терапия, Уайли]. Encyclopedia of Genetics[16]

### Други
- Macroeconomic metrics and significance of non-debt purchasing power. [Макроикономически показатели и значение на покупателната способност без дълг]. International Policy Digest[31] and The Birmingham News[32]

## Награди и признания
- National Merit Scholar [Национален учен с високи постижения][33]
- Valedictorian, T.C. Williams High School [Отличник на випуска, T.C. Гимназия Уилям][12]
- Second prize, annual Neurofibromatosis Prize for Research Ideas competition [Втора награда, годишна награда по неврофиброматоза на конкурс за изследователски идеи], спонсориран от Националната асоциация по неврофиброматоза и Международната асоциация по неврофиброматоза[34]